# 2025 у Черкаській області
Стаття про головні події Черкаської області у 2025 році.
Рішенням Черкаської обласної військової адміністрації від 14.01.2025, 2025-й оголошено роком Василя Симоненка — на честь 90-річчя від дня народження видатного поета.

## Ювілеї

### Видатних людей
- 8 січня — 90 років від дня народження Василя Симоненка (1935—1963), поета і журналіста.
- 12 січня — 90 років від дня народження Василя Дрючила, уродженця Золотоніського району, живописця, заслуженого майстра народної творчості України.

### Річниці заснування, утворення
- 11 червня — 70 років від створення Черкаської обласної філармонії.
- 1 вересня — 60 років від відкриття будівлі Черкаського академічного обласного українського музично-драматичного театру імені Т. Г. Шевченка.
- 5 листопада — 60 років від початку роботи Черкаського тролейбуса.

## Події

### Російське вторгнення в Україну
- 28 січня — внаслідок атаки російських БпЛА в м. Умань пошкоджено об'єкт критичної інфраструктури; без електропостачання тимчасово залишилось понад 70 населених пунктів, його відновили протягом дня[2].
- 4 лютого — внаслідок атаки російських БпЛА у м. Черкаси виникли пожежі на території трьох приватних підприємств[3].
- 29 червня — Російська Федерація атакувала м. Сміла: зафіксовано падіння трьох ракет та восьми БпЛА. В результаті обстрілу постраждало 13 людей; пошкоджено три дев'ятиповерхівки, приватні будинки, транспортні засоби, щонайменше чотири заклади освіти та психлікарня; майже вщент зруйнувано навчальний корпус коледжу Національного університету харчових технологій.[4]
- 24 липня — Російська Федерація атакувала м. Черкаси: зафіксовано падіння трьох ракет. Пошкоджені близько 15 багатоповерхівок, медичні заклади, заклади освіти, будівлі ДП «Ліси України», лінію електропередач та споруди на цвинтарі. 12 людей отримали поранення[5].

### Культурні події
- 16—18 травня — у м. Кам’янка та в Холодному Яру відбулися 30-ті вшанування героїв Холодного Яру[6].

### Спортивні події
- 2 травня — баскетбольний клуб «Черкаські Мавпи» завоював бронзові нагододи сезону 2024—2025 Української баскетбольної суперліги[7].
- 26 травня футбольний клуб «ЛНЗ» у розіграшу Прем'єр-ліги сезону 2024–2025 зайняв 12-те місце[8].
- 14 серпня — на Всесвітніх іграх 2025 черкащанин Роман Щербатюк здобув золоту нагороду у кікбоксингу у вазі понад 91 кг[9].

## Нагороджено, відзначено

### Державні нагороди
- 2 січня — Солоданюку Олексію Юрійовичу, мешканцю Корсунь-Шевченківщини, старшому лейтенанту ЗСУ, присвоєно звання Герой України з удостоєнням ордена «Золота Зірка» (посмертно).[10]
- 21 лютого:
  - Деменеву Валерію Анатолійовичу, уродженцю с. Матусів Шполянського району, молодшому сержанту ЗСУ, присвоєно звання Герой України з удостоєнням ордена «Золота Зірка» (посмертно)[11].
  - Степаненку Петру Володимировичу, уродженцю в с. Озірна Звенигородського району, молодшому сержанту ЗСУ, присвоєно звання Герой України з удостоєнням ордена «Золота Зірка» (посмертно)[12].
- 27 березня — акторам Черкаського академічного обласного українського музично-драматичного театру імені Т. Г. Шевченка Миколі Зайнчківському присвоєно звання «Народний артист України»; Павлу Гончарову присвоєно звання «Заслужений артист України»[13].
- 5 травня — Дубницькому Андрію Івановичу, уродженцю с. Степанці, молодшому сержанту ЗСУ, присвоєно звання Герой України з удостоєнням ордена «Золота Зірка» (посмертно)[14].
- 8 травня — Кандаурову Олександру Володимировичу, мешканцю с. Сатанівка, старшому солдату ЗСУ, присвоєно звання Герой України з удостоєнням ордена «Золота Зірка» (посмертно).
- 27 червня — Бондаренку Олександру Миколайовичу, уродженцю с. Хижинці, старшому лейтенанту ЗСУ, присвоєно звання Герой України з удостоєнням ордена «Золота Зірка» (посмертно)[15].

### Конкурси, премії
- Лауреаткою Літературної премії імені Тодося Осьмачки стала письменниця, композиторка і співачка Таміла Чупак за збірку поезій «При Сутність»[16].

## Померли
- 20 січня — Рогульська Олександра Степанівна, 72, головна редакторка Черкаського обласного радіо (2000—2012), заслужена журналістка України, кавалер ордена княгині Ольги[17].
- 29 січня — Ліпкан Анатолій Васильович, 85, генеральний директор виробничого об'єднання «Уманьфеммаш»(1983—2021), Почесний громадянин Черкащини, повний кавалер ордена «За заслуги» І—ІІІ ступенів, кавалер ордена князя Ярослава Мудрого V—IV ступенів[18].
- 28 травня — Швець Сергій Федорович, 48, український тележурналіст, політичний оглядач, уродженець м. Черкаси[19].
- 15 червня — Лашкул Володимир Григорович, 73, український підприємець та футбольний функціонер, уродженець с. Білозір'я. Кавалер ордена «За заслуги» IІІ ступеня[20].

### Загиблі під час російсько-української війни
- 1 січня — Олексієнко Артем Андрійович, мешканець с. Христинівка; головний сержант, командир інженерно-саперного відділення, 82 ОДШБр. Загинув у Курській області.[21] Кавалер ордена «За мужність» ІІІ ступеня.
- 1 липня — Захаревич Сергій Анатолійович, 42, уродженець м. Умань, полковник ЗСУ, командир 110 ОМБр. Загинув у районі с. Гуляйполе Дніпропетровської області внаслідок ракетного удару.[22]
- 2 липня — Орищенко Роман Михайлович, 47, уродженць м. Тальне, історик, пластун, громадський та політичний діяч, капітан 72 ОМБр ЗСУ. Загинув на Сході України.[23]